# Église des Carmes (Trie-sur-Baïse)

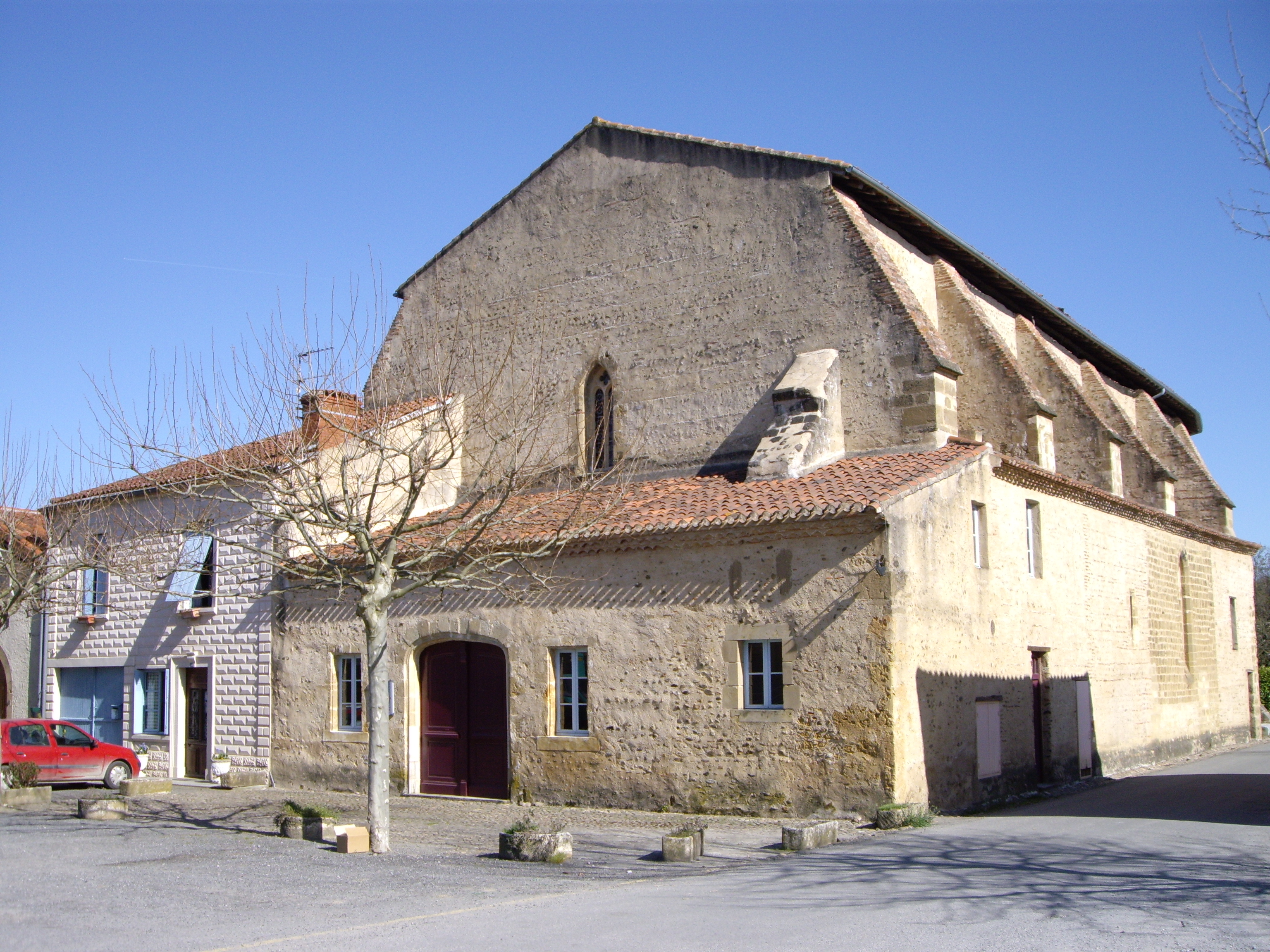
Die Église des Carmes

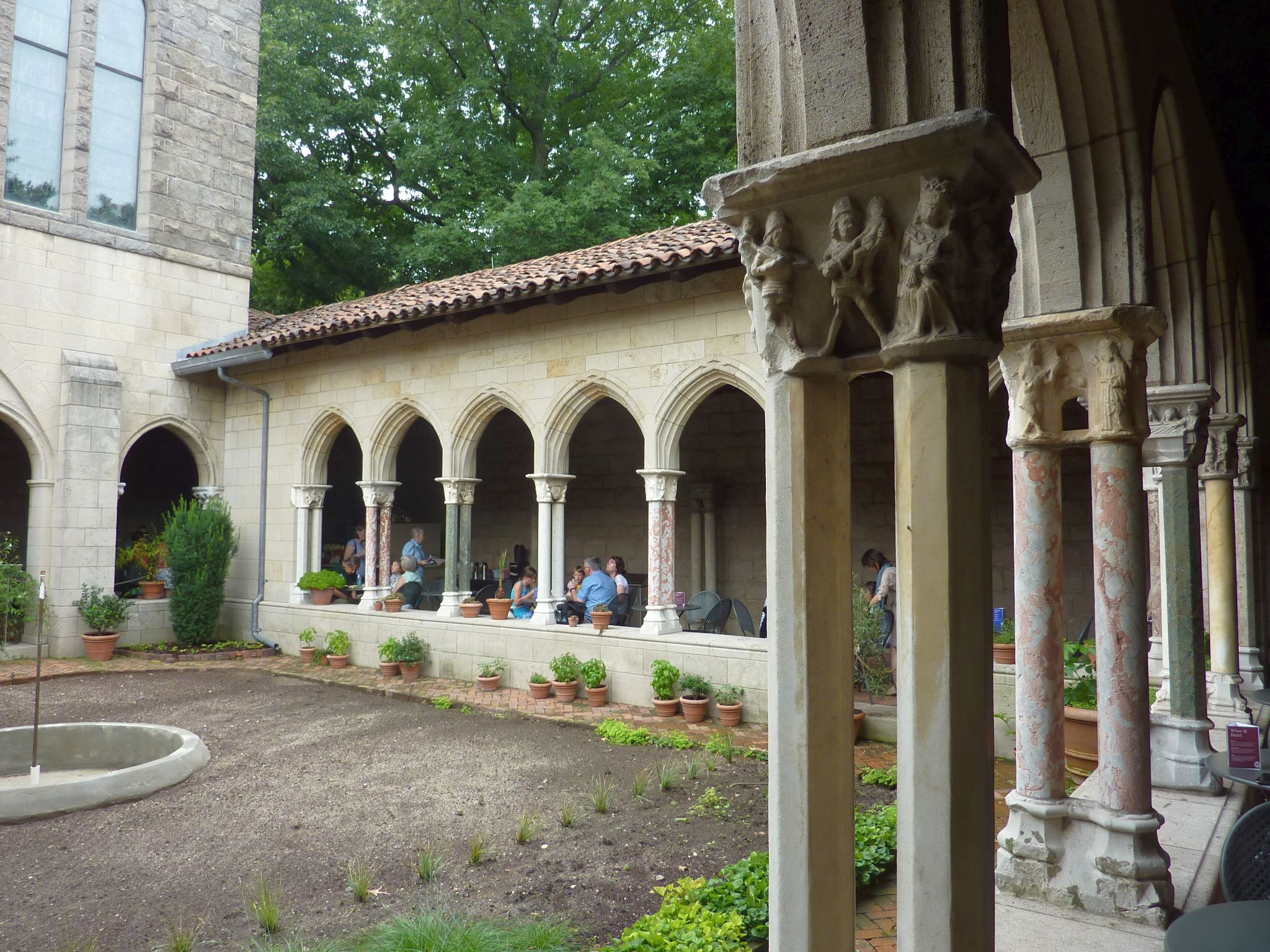
Elemente des Kreuzgangs im Museum The Cloisters in New York

Die Église des Carmes ist eine ehemalige Klosterkirche der Karmeliten in Trie-sur-Baïse im Département Hautes-Pyrénées in Frankreich. Die Kirche ist seit 1977 als Monument historique klassifiziert. und wird für kulturelle Zwecke genutzt.

## Geschichte
Das Karmelitenkloster Trie-sur-Baise wurde zwischen 1357 und 1363 durch Karl II. von Navarra gegründet. Im 15. Jahrhundert gelangte die Bastide Trie durch Schenkungen an das Kloster zu großem Reichtum und konnte um 1450 eine neue Kirche im Stil der „südlichen Gotik“ (gothique méridional) und einen bedeutenden Kreuzgang mit hundert Kapitellen aus Marmor erbauen. Die Kirche wurde einschiffig mit einem fünfseitigen Chorschluss errichtet und besaß ursprünglich zwischen den äußeren Strebepfeilern Seitenkapellen, von denen nur eine erhalten ist.
In den Religionskriegen wurde das Kloster 1569 durch hugenottische Truppen unter Gabriel de Montgomery geplündert und verwüstet. Einzig die Klosterkirche blieb intakt. 1582 verkauften die Karmeliten 84 Kapitelle des Kreuzgangs an die Benediktinerabtei Saint-Sever-de-Rustan, um Geld für den Wiederaufbau zu erwerben. Nach der Auflösung der Abtei Saint-Sever gelangten zahlreiche Elemente des Kreuzgangs in private Sammlungen. 18 Kapitelle befinden sich heute als rekonstruierter Trie Cloister im Museum The Cloisters in New York. Andere Kapitelle wurden in einem Dachgarten des heutigen Explorer’s Club in der 70. Straße in Manhattan verbaut, weitere befinden sich in der Parkanlage Jardin Massey in Tarbes in einem weiteren rekonstruierten Kreuzgang, dem Kreuzgang von Saint-Sever-de-Rustan.